# 春逝/marie
《春逝/marie》是日本女性歌手Aimer的第18張單曲，於2020年3月25日由SME Records發行。

## 概要
本單曲是前作《Torches》發行8個月後的作品，亦是Aimer在2020年的首張作品。
第一首歌曲《春逝》是劇場版電影《Fate/stay night [Heaven's Feel]》最終章的主題曲。這是繼《花之歌》及《I beg you》後，Aimer三度演唱該系列電影的主題曲，她亦表示很高興及榮幸能夠演唱電影最終章的主題曲。而歌曲的製作人、音樂短片的女主角及導演皆與前兩次一樣，分別由作曲家梶浦由記、女演員濱邊美波及導演三木孝浩再次擔任。
第二首歌曲《marie》是日本國立西洋美術館「日本・奧地利友好150週年紀念 哈布斯堡展」的形象歌曲。Aimer表示在接受了「以哈布斯堡家族的某一位作為題材創作歌曲」的請求後，最先在腦海中浮現的是瑪麗·安東妮，法國國王路易十六的王后。Aimer把瑪麗在14歲時嫁入法國而來到生涯巔峰的形象加入至歌曲內，並把其取名為「marie」。
本作以初回限定盤、通常盤及期間限定盤三種形式發售。

## 銷售成績
在Oricon日間排行榜上，本單曲分別於2020年3月26日至28日均排名第三位。而在Oricon週間排行榜上，本單曲則排名第三位。另外在數位單曲週間排行榜上，本單曲獲得第一位，錄得下載量大約是兩萬八千多次，同時亦是Aimer首張奪得數位單曲週榜第一位的單曲。
日本告示牌方面，本單曲於2020年4月1日公佈的Download Songs排行榜上獲得第一位，Hot Animation排行榜上獲得第一位，而在HOT 100排行榜上則獲得第四位。
在Mora動畫歌曲週間排行榜上，本單曲獲得第一位。

## 收錄曲
| 曲序     | 曲目                      |             | 作曲           | 编曲               | 时长  |
| -------- | ------------------------- | ----------- | -------------- | ------------------ | ----- |
| 1.       | 春逝                      | 梶浦由記    | 梶浦由記       | 梶浦由記           | 5:04  |
| 2.       | marie                     | aimerrhythm | 横山裕章       | 玉井健二、百田留衣 | 5:07  |
| 3.       | Run Riot                  | aimerrhythm | 永澤和真(aspr) | 玉井健二、百田留衣 | 4:16  |
| 4.       | 花之歌 end of spring ver. | 梶浦由記    | 梶浦由記       | 玉井健二、釣俊輔   | 5:51  |
| 总时长： | 总时长：                  | 总时长：    | 总时长：       | 总时长：           | 20:20 |

## 外部連結
SonyMusic
- 《春逝/marie》（通常盤） （页面存档备份，存于） （日語）

YouTube
- 《春逝》音樂短片 （页面存档备份，存于）